# 黄暄婷
黄暄婷（Chantalle Ng；1995年6月17日—），新加坡新生代女演员，是新加坡艺人黄奕良和林梅娇的独生女。

## 个人生活
毕业于新加坡管理大学信息系统管理系（Information Systems），擅长钢琴和古筝。

## 演艺生涯
黄暄婷自小经常随着资深艺人母亲林梅娇到片场探班，久而久之耳濡目染，对演戏培养了浓烈的兴趣。因此在著名监制王尤红的推荐下，黄暄婷自2013年起先后客串了《96C咖啡》、《志在四方》、《我们一定行》、《球在你脚下》、《吻我吧，住家男》等剧集。
2016年，黄暄婷签约著名发型师旗下的经纪公司Starlist正式出道
，开始接拍平面广告，并以将近6位数的代言费拿下著名国际美妆品牌Dr Murad代言人。
2017年，黄暄婷在暑假期间演出星二代电视剧《Z世代》，是继两位阿姐郑惠玉和林慧玲之后的第三女主角。剧集播出后，黄暄婷的演技受到观众的好评，并以该剧入围红星大奖2018最佳新人奖，最终打败其他入围者，以大热姿态获得最佳新人奖。
2018年，黄暄婷陆续演出了多部Toggle原创网络剧如《寂寞鱼·听见》、《加文纳桥的约定》、《料理人生》，并前往澳大利亚拍摄首次担纲第一女主角的网剧《下个路口遇见你》。
2019年，黄暄婷参演了首部英文剧集《Derek》，与陈泂江搭档演出。同年5月，黄暄婷正式签约新传媒旗下的经纪公司新艺经纪，并参演首部长寿剧集《老友万岁》，在剧中饰演护士“白莎莎”，讨喜的人设和自然的演技得到观众的喜爱，黄暄婷也因此逐渐被观众熟知。剧中黄暄婷与搭档演出情侣的吴劲威因合作而成为好友，互动频繁而意外传出绯闻，两人皆否认绯闻。
2020年，黄暄婷与《才华横溢出新秀2019》的冠军张哲通主演了为才华新秀12强打造的电视剧《回路网》。黄暄婷亦参演了以反恐怖袭击为主题的迷你剧集《内颤》，并以该剧角色入围红星大奖2021最佳女配角。同年4月，因新冠肺炎疫情严重，新加坡实行行动管制。黄暄婷于行动管制期间接演了meWatch的原创短片《柠檬苦茶》，与母亲林梅娇首度合作，在短片里饰演母女，并自己掌镜、准备道具和演出。在行动管制期间，黄暄婷通过试镜，拿下2021年贺岁剧《过江新娘》女主角——越南新娘Mai Phuong Thao（梅芳草），并于同年8月开镜，与母亲林梅娇再度合作。由于剧中有不少越南台词，黄暄婷特地向越南朋友学习，以原音说出越南台词，更苦练带有越南腔的华语。
2021年，《过江新娘》播出后，黄暄婷因为精湛的演技和与徐彬的默契演出获得了观众的一致好评，《过江新娘》不仅在新加坡爆红，在马来西亚也一样获得了极高的人气，成为了近5年来少有的爆款剧。黄暄婷在剧中饰演傻白甜的越南新娘梅芳草，对角色做足功课和准备，为了符合角色特地苦练越南语和越南腔华语，再加上具有感染力的哭戏，让黄暄婷凭借此角色家喻户晓。《过江新娘》亦斩获了极高的收视率和讨论度，黄暄婷与徐彬的情侣档亦深受观众喜爱，成为新一代荧幕情侣。黄暄婷因此爆红，被媒体和大众喻为新一代小阿姐。

## 影视作品

### 电视剧
| 年份   | 剧名           | 角色                      | 性质           |
| 2013年 | 96°C咖啡       | 林舒亭                    | 女配角         |
| 2013年 | 志在四方       | Susan                     | 客串           |
| 2014年 | 燒·賣          | 莊清純                    | 女配角         |
| 2014年 | 我们一定行     | 刘彩玲（年轻）            | 客串           |
| 2014年 | 球在你脚下     | 李思蔷                    | 女配角         |
| 2015年 | 吻我吧，住家男 | 宋薇乔                    | 女配角         |
| 2017年 | Z世代          | 黄李白云                  | 女配角         |
| 2019年 | 老友万岁       | 白莎莎                    | 第三女主角     |
| 2020年 | 回路网         | 黎欣彤                    | 第一女主角     |
| 2020年 | 内颤           | 林小雨                    | 女配角         |
| 2021年 | 过江新娘       | 梅芳草（Mai Phuong Thao） | 第一女主角     |
| 2021年 | 大大的夢想     | 方静晨                    | 第二女主角     |
| 2021年 | 鄰里幫         | 凌可儿                    | 特别客串       |
| 2021年 | 21点灵         | 徐存恩                    | 第二女主角     |
| 2022年 | 寄生           | 罗时愿                    | 第一女主角     |
| 2022年 | 遇见你，真香   | 常喜悦                    | 第一女主角     |
| 2023年 | 金色大道       | 李珍玉                    | 第一女主角     |
| 2024年 | 谁杀了她       | 孙善琪                    | 第二女主角     |
| 2024年 | 浴水重生       | 许天晴                    | 第一女主角     |
| 2025年 | 小娘惹之翡翠山 | 张安娜                    | 三大女主角之一 |
| 2025年 | 你好，再见     | 王夏桐                    |                |

### 电视电影
| 年份   | 剧名                  | 角色                      | 性质 |
| 2019年 | 老友万岁之守护幸福    | 白莎莎                    |      |
| 2021年 | 过江新娘-你好，梅芳草 | 梅芳草（Mai Phuong Thao） | 主演 |

### 网络剧
| 年份   | 剧名           | 角色            | 性质       |
| 2018年 | 寂寞鱼·听见    | Kora            | 女配角     |
| 2018年 | 加文纳桥的约定 | 黎慧仪          | 客串       |
| 2018年 | 下个路口遇见你 | 王可可（Coco）  | 主演       |
| 2018年 | 料理人生       | 宣怡            | 客串       |
| 2019年 | Derek          | Stephanie       | 主演       |
| 2019年 | 看见看不见的你 | Sonia           | 单元女主角 |
| 2020年 | 柠檬苦茶       | 叶晴萱（Sunny） | 主演       |
| 2021年 | 如果有選擇     | 詩婷            | 主演       |

## 音乐录影带
| 年份   | 曲目       | 演唱者 | 备注                         |
| 2021年 | 《温习》   | 郭美美 | 画面源自于《过江新娘》       |
| 2021年 | 《易碎品》 | 石康钧 | 首次出演MV女主角，与徐彬合演 |

## 奖项纪录

### 专业奖项
| 年份 | 颁奖典礼            | 奖项       | 代表作品              | 结果 |
| ---- | ------------------- | ---------- | --------------------- | ---- |
| 2018 | 第24届 红星大奖2018 | 最佳新人奖 | 《Z世代》饰 黄李白云  | 獲獎 |
| 2021 | 第26届 红星大奖2021 | 最佳女配角 | 《内颤》饰 林小雨     | 提名 |
| 2022 | 第27届 红星大奖2022 | 最佳女主角 | 《过江新娘》饰 梅芳草 | 提名 |
| 2022 | 第27届 红星大奖2022 | 最佳主题曲 | 《是谁》 大大的梦想   | 提名 |
| 2024 | 第29届 红星大奖2024 | 最佳女主角 | 《金色大道》饰 李珍玉 | 提名 |
| 2025 | 第30届 红星大奖2025 | 最佳女主角 | 《浴水重生》饰 许天晴 | 提名 |

### 网络奖项
| 年份 | 颁奖典礼            | 奖项               | 代表作品                        | 结果 | 备注     |
| ---- | ------------------- | ------------------ | ------------------------------- | ---- | -------- |
| 2022 | 第27届 红星大奖2022 | 最吸睛女角色       | 《过江新娘》饰 梅芳草           | 獲獎 |          |
| 2022 | 第27届 红星大奖2022 | 最强CP             | 《过江新娘》钟世杰 & 梅芳草     | 獲獎 | 与徐彬   |
| 2022 | 第27届 红星大奖2022 | 最强CP             | 《大大的梦想》孙易安 & 方静晨   | 提名 | 与容启航 |
| 2022 | 第27届 红星大奖2022 | BIOSKIN 魅力四射奖 | 不適用                          | 提名 |          |
| 2023 | 第28届 红星大奖2023 | 最强CP             | 《遇见你，真香》沈明星 & 常喜悦 | 獲獎 | 与徐彬   |
| 2024 | 第29届 红星大奖2024 | 最强CP             | 《金色大道》林木森 & 李珍玉     | 獲獎 | 与陈泂江 |
| 2025 | 第30届 红星大奖2025 | 最强CP             | 《浴水重生》许天晴 & 程长峰     | 獲獎 | 与张哲通 |
| 2025 | 第30届 红星大奖2025 | 最吸睛角色         | 《浴水重生》饰 许天晴           | 提名 |          |
| 2025 | 第30届 红星大奖2025 | 最喜爱女角色奖     | 《浴水重生》饰 许天晴           | 提名 |          |
| 2025 | 第30届 红星大奖2025 | BIOSKIN 魅力四射奖 | 不適用                          | 獲獎 |          |

### 人气奖项
| 年份 | 颁奖典礼            | 奖项               | 结果 |
| ---- | ------------------- | ------------------ | ---- |
| 2021 | 第26届 红星大奖2021 | 十大最受欢迎女艺人 | 提名 |
| 2022 | 第27届 红星大奖2022 | 十大最受欢迎女艺人 | 獲獎 |
| 2023 | 第28届 红星大奖2023 | 十大最受欢迎女艺人 | 獲獎 |
| 2024 | 第29届 红星大奖2024 | 十大最受欢迎女艺人 | 獲獎 |
| 2025 | 第30届 红星大奖2025 | 十大最受欢迎女艺人 | 獲獎 |